# RSG Enkhuizen
RSG Enkhuizen (Regionale Scholengemeenschap Enkhuizen) is een openbare scholengemeenschap in de Noord-Hollandse stad Enkhuizen. De school biedt onderwijs op vmbo-tl-, havo- en vwo- (atheneum) niveau, en kent een geschiedenis die teruggaat tot 1870.

## Geschiedenis

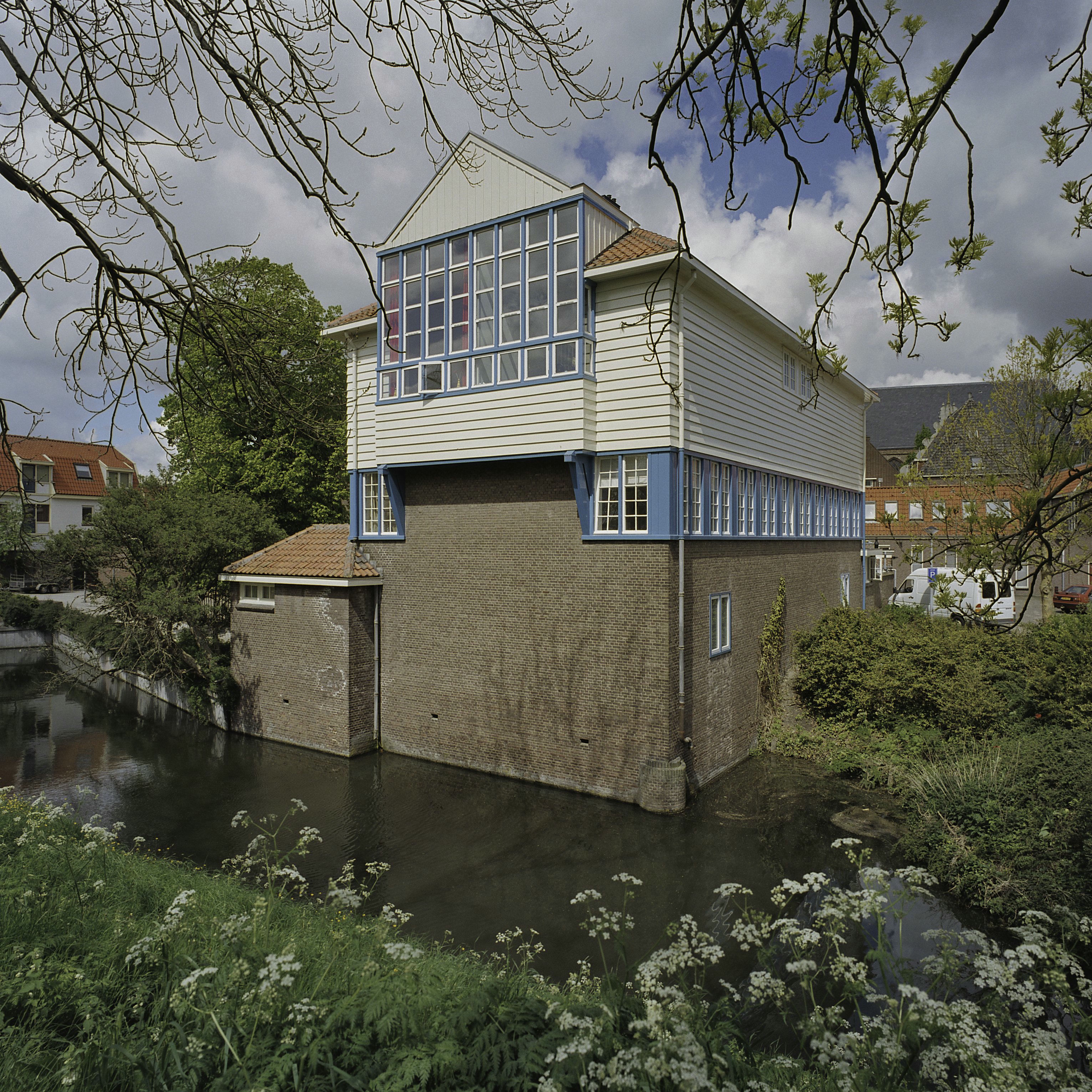
Achterzijde van de oude HBS, gezien vanaf de Dijk.

De oorsprong van RSG Enkhuizen ligt bij de oprichting van de Hogere Burgerschool (HBS) op 1 september 1870. Dit gebeurde op initiatief van vooruitstrevende lokale krachten, nadat de invoering van de Wet op het Middelbaar Onderwijs door Thorbecke in 1863 nieuwe mogelijkheden bood. De school begon met 33 leerlingen en was gevestigd in het voormalige Zeekantoor, een historisch pand met diverse eerdere functies.
In 1882 werden de eerste vrouwelijke leerlingen toegelaten, na een verzoek van leraar L. Dondorff. Begin twintigste eeuw groeide de school gestaag. In 1902 werd een nieuw schoolgebouw aan de Westerstraat in gebruik genomen. Met de omvorming tot rijksschool in 1929 werd het mogelijk om een volledige vijfjarige HBS aan te bieden.
In de jaren zestig en zeventig vond een reeks fusies plaats. In 1968 werd de HBS een dependance van de Rijksscholengemeenschap West-Friesland in Hoorn. In 1975 fuseerde deze vestiging met de gemeentelijke mavo tot de Rijksscholengemeenschap Enkhuizen. In 1981 verhuisde de scholengemeenschap naar een nieuw gebouw aan het Boendersveld, waarmee een einde kwam aan de spreiding over meerdere locaties. Ook beschikte de school inmiddels over een atheneumafdeling. Het oude HBS-gebouw werd een politiebureau. 
De protestants-christelijke Groen van Prinsterer-mavo fuseerde in 1991 met de RSG. In dezelfde periode droeg het Rijk het bestuur van rijksscholen over aan gemeenten. De scholengemeenschap ging verder onder de huidige naam, RSG Enkhuizen.
Sinds 1999 is het bestuur ondergebracht in een onafhankelijke stichting met oudervertegenwoordiging. In 2025 viert de school het 50-jarig bestaan van de Rijksscholengemeenschap Enkhuizen en telt de school circa 1.417 leerlingen en 178 medewerkers.

## Internationale projecten
RSG Enkhuizen neemt actief deel aan internationale samenwerkingen, met name binnen het kader van het Europese Erasmus-programma. In projecten met scholen uit onder andere Engeland, Spanje en Frankrijk staat culturele diversiteit centraal. Leerlingen nemen deel aan uitwisselingen en gezamenlijke onderwijsactiviteiten rond thema’s als respect en inclusie.
Daarnaast biedt de school tweetalig onderwijs (TTO), waarmee leerlingen onder andere vakken in het Engels volgen, met als doel internationale vaardigheden te bevorderen.

## Maatschappelijke betrokkenheid
De school organiseert jaarlijks een Goede Doelendag, waarbij leerlingen zich inzetten voor het inzamelen van geld voor lokale en internationale goede doelen.
Met initiatieven zoals de Respectweek en structurele aandacht voor burgerschapsvorming richt de school zich op sociale veiligheid, acceptatie en diversiteit binnen de schoolgemeenschap. Daarnaast organiseert de school een Paarse Vrijdag.

### Citaten
- Van gammel zeekantoor naar de echte HBS, Kroniek van Enkhuizen
- Geschiedenis van de school, RSG Enkhuizen